# 한산대첩기념사업회
한산대첩기념사업회는 이충무공의 호국정신을 선양하고 한산도 대첩의 성전을 되새겨 민족적 자긍심을 고취하고 통영한산대첩축제를 대한민국을 대표하는 세계적인 문화관광 산업으로 발전시키기 위하여 2005년 6월 10일 설립된 문화체육관광부 소관의 재단법인이다. 사무실은 경상남도 통영시 도천동 27-1에 있다.

## 주요 사업
- 이충무공의 정신과 사상을 전 국민에게 심어주기 위한 종합계획의 수립 및 집행
- 한산대첩 행사의 기획 및 운영에 관한 사항
- 한산대첩기념사업회의 조직 운영과 재원조달 및 집행에 관한사항
- 이충무공 정신과 한산대첩의 우수성을 국내외에 널리 알리는 민족적 자긍심을 고취하기 위한 사업
- 한산대첩과 이충무공의 업적을 기리기 위한 재반사항 등